# Чемпіонат Богемії з футболу 1917
Чемпіонат чеської футбольної асоціації 1917 — четвертий розіграш футбольного чемпіонату в Богемії. Переможцем турніру став клуб «ДФК Прага».

## Історія
Проведенням змагань займався Австрійський союз. До вищого дивізіону включили 4 команди: «Славію» «Спарту», «ДФК Прага» і «Вікторію». З наступного сезону до цієї четвірки мали долучитися шість команд, переможців другого дивізіону. Але австрійські чиновники не врахували давньої ворожнечі між «Славією» і «ДФК Прага». Представники «Славії» з самого початку повідомили, що не гратимуть проти ДФК. Голова АФС Фюрц особисто спробував стати посередником у конфлікті, а секретар Гуссманн прибув до Праги для проведення жеребкування, незважаючи на протест «Славії». В першому турі 22 квітня мали зустрітися «ДФК Прага» — «Спарта» і «Славія» — «Вікторія», а 29 квітня в другому турі грали ДФК — «Славія» та «Спарта» — «Вікторія». Виникли проблеми дисциплінарного характеру у «Вікторії», через що команда не могла зіграти 22 квітня. Тому «Славія» запланувала на 22 квітня матч проти «Сміхова», а на 29 квітня гру проти угорського «Ференцвароша», підкресливши цим самим своє рішення не грати проти ДФК. Австрійський союз спробував затягнути час і переніс матчі другого туру, зобов'язавши «Славію» зіграти матч з «Вікторією» 29 квітня. Не бажаючи зіпсувати стосунки з «Ференцварошем», «Славія» вирішила зіграти в один день обидва матчі. Клуб мав труднощі зі складом, зібравши лише 16 гравців. Тому 6 футболістів зіграли в обох поєдинках. Матч проти «Вікторії» був першим і завершився нічиєю 3:3. Можливо, нічия в цьому матчі була договірною.
Тим не менше, перенесення другого туру не принесло результату: «Славія» усе одно відмовилась грати проти ДФК і отримала технічну поразку 0:3. В третьому турі «Славія» перемогла «Спарту» — 5:0. Інші матчі змагань не відбулися. На засіданні федерації «Славію» покарали, відібравши очки в матчах з «Вікторією» і «Спартою», і віддавши по два очка суперникам, хоча самі результати не були анульовані. Формальним приводом для покарання назвали те, що «Славія» не відзвітувала про своїх гравців. Клуб ДФК Прага з двома перемогами був оголошений чемпіоном.
Результати матчів:
- 22.04.1917. «ДФК Прага» — «Спарта» — 4:1
- 29.04.1917. «Славія» — «Вікторія» — 3:3
- 05.05.1917. «Славія» — «Спарта» — 5:0

## Турнірна таблиця
|   | Команди           | І | В | Н | П | ГЗ | ГП | Р  | О |
| - | ----------------- | - | - | - | - | -- | -- | -- | - |
| 1 | ДФК Прага         | 2 | 2 | 0 | 0 | 7  | 1  | +6 | 4 |
| 2 | Вікторія (Жижков) | 1 | 0 | 1 | 0 | 3  | 3  | 0  | 2 |
| 3 | Спарта (Прага)    | 2 | 0 | 0 | 2 | 1  | 9  | -8 | 2 |
| 4 | Славія (Прага)    | 3 | 1 | 1 | 1 | 8  | 6  | +2 | 0 |

## Чемпіонат Чехії
Також був проведений чемпіонат Чехії за участі команд з Праги, Кладно і Пльзені. На початку осені Чеська федерація вийшла з-під впливу Австрійської федерації футболу і з цієї нагоди вирішила провести футбольне змагання. Через те, що тривала Перша світова війну, команди мали великі проблеми зі складами, багато футболістів воювали. Ряд матчів не відбулися, було багато технічних поразок.
Футболісти «Славії» Ян Ванік, Вацлав Прошек, Франтішек Фіхта та Йозеф Седлачек 7 жовтня 1917 року зіграли в товариському матчі за збірну Австрії в матчі проти Угорщини (1:2). Футбольна спільнота країни розцінила це як значне порушення, враховуючи прагнення до незалежності від австрійських футбольних структур. Тимчасова комісія ухвалила рішення дискваліфікувати футболістів. «Славія» не погоджувалася і не виключила гравців зі складу. Клуби «Крочеглави», «Чеський Лев» і «Кладно» відмовилися грати проти «Славії» і, зрештою, отримали технічні перемоги з рахунком 3:0. Пізніше дискваліфікацію гравцям відмінили. І наступні чотири матчі «Славія» виграла з загальним рахунком 21:4. Матч чемпіонату між «Славією» і «Спартою» кілька разів переносився. Крайнім строком було 9 грудня, але гра не відбулася через відмову «Славії», яку не задовільнили ряд організаційних питань. «Спарті» зарахували перемогу з рахунком 3:0, хоча це матч і так уже нічого не вирішував, адже команда стала недосяжною в турнірній таблиці. «Спарта» стала переможцем змагань зі стовідсотковим показником.
|   | Команди               | І | В | Н | П | ГЗ | ГП | О  |
| - | --------------------- | - | - | - | - | -- | -- | -- |
| 1 | Спарта (Прага)        | 8 | 8 | 0 | 0 | 34 | 6  | 16 |
| 2 | Кладно                | 7 | 5 | 0 | 2 | 21 | 15 | 10 |
| 3 | Славія (Прага)        | 8 | 4 | 0 | 4 | 21 | 16 | 8  |
| 4 | Вікторія (Жижков)     | 7 | 4 | 0 | 3 | 13 | 18 | 8  |
| 5 | Сміхов (Прага)        | 7 | 2 | 1 | 4 | 15 | 26 | 5  |
| 6 | Крочеглави (Кладно)   | 6 | 2 | 0 | 4 | 14 | 19 | 4  |
| 7 | Вікторія (Пльзень)    | 5 | 2 | 0 | 3 | 10 | 15 | 4  |
| 8 | Спарта (Кладно)       | 7 | 1 | 1 | 5 | 10 | 17 | 3  |
| 9 | Чеський Лев (Пльзень) | 5 | 1 | 0 | 4 | 7  | 13 | 2  |